# Берггауптен
Берггауптен (нім. Berghaupten) — громада в Німеччині, знаходиться в землі Баден-Вюртемберг. Підпорядковується адміністративному округу Фрайбург. Входить до складу району Ортенау.
Площа — 9,70 км2. Населення становить 2461 ос. (станом на 31 грудня 2020).